# 戈雅克 (朗德省)
戈雅克（法語：Gaujacq，法語發音：[ɡoʒak]）是法国朗德省的一个市镇，属于达克斯区。

## 地理
戈雅克（43°38'29"N, 0°44'18"W）面积16.14 平方千米，位于法国新阿基坦大区朗德省，该省份为法国西南部沿海省份，是法國本土面积第二大的省，北起吉倫特省，西临大西洋，南至大西洋比利牛斯省，东临热尔省，东北与洛特-加龍省接壤。
与戈雅克接壤的市镇（或旧市镇、城区）包括：阿穆、巴斯泰讷、贝尔古埃、布拉桑普伊、卡斯泰勒萨拉赞、科佩讷。

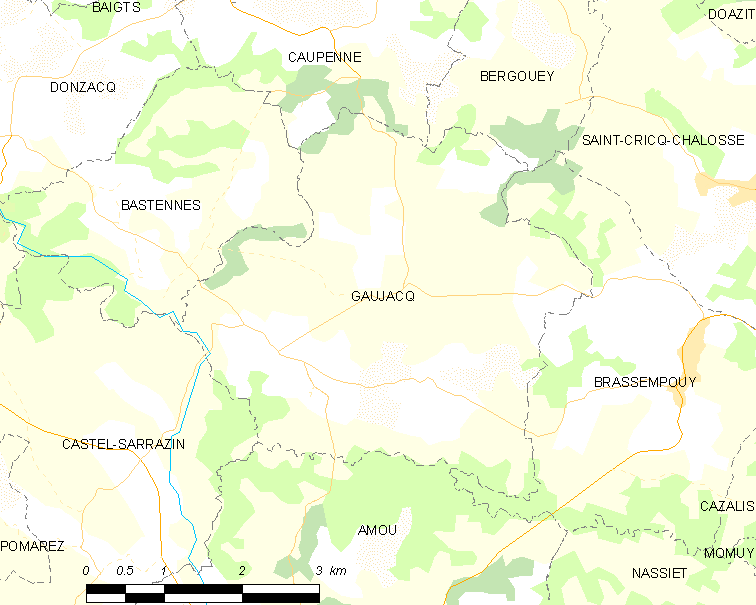
的OSM定位图

戈雅克的时区为UTC+01:00、UTC+02:00（夏令时）。

## 行政
戈雅克的邮政编码为40330，INSEE市镇编码为40109。

## 政治
戈雅克所属的省级选区为沙洛斯山坡县。

## 人口

1962-2008年间人口变化图示

戈雅克于2022年1月1日时的人口数量为436人。